# Reményik Sándor

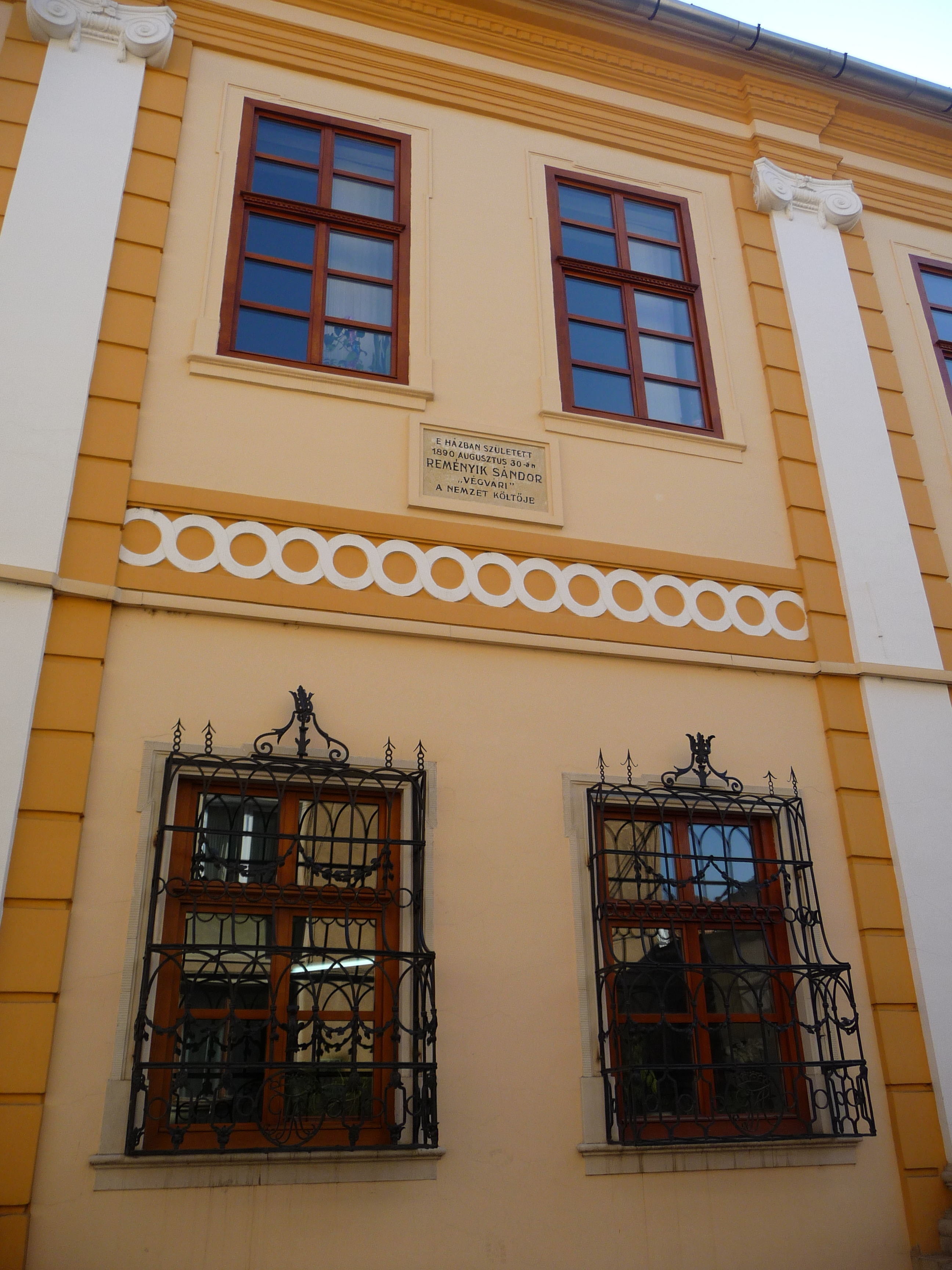
Emléktábla szülőházának falán (Király utcai palota Minorita utcai oldala)

Reményik Sándor (Kolozsvár, 1890. augusztus 30. – Kolozsvár, 1941. október 24.) költő, a két világháború közötti erdélyi magyar líra kiemelkedő alakja. Írói álneve: Végvári.
Az életében több neves díjjal és elismeréssel kitüntetett Reményik a legutóbbi időkig viszonylag ismeretlen volt Magyarországon, mert őt és költészetét 1945 után – jórészt politikai megfontolásokból – évtizedekre száműzték a magyar irodalomból.

## Származása
A költő – Reményik Károly (1857–1935) építészmérnök, a Kolozsvári Iparos-Egylet elnöke, az evangélikus község gondnoka, és Bretz Mária (1863–1930) fia.   Kolozsváron megtelepedett, Dobsináról származó nagyszülők unokája. Apai nagyszülei a még dobsinai születésű Reményik Lajos (1812–1906), kolozsvári vasnagykereskedő, és Nickl Matild (1830–1912) voltak.
Eredetileg a Reményik család egy trencséni nemesi család volt, amely 1659. október 20-án szerezte nemességét és ott hirdette ki; az 1703. évi nemesi összeírásban már említést tesz az Oláhpatakon élő és ott birtokokkal rendelkező Reményik családról, amely majd az Oláhpataktól néhány kilométerre, az északabbra fekvő Dobsinára került át. Reményik Sándornak az apai nagyapai dédszülei az 1767-ben született nemes Reményik János, valamint az 1777-ben született Gömöry Mária, akinek a szülei Gömöry György (1738–1803), dobsinai városi bíró, és Szojka Eszter (1741–1810) voltak. A Gömöry, Nickl, Szojka családok ősei 1326 óta űzték a bányászatot szabad polgárokként Dobsinán. A régi polgári származású Gömöry családnak a legkorábbi ismert említése 1651-ből való és több száz éven át dobsinai városbírák is voltak; Rákóczi Ferencnek gyártottak fegyvereket a dobsinai bányászok és kohászokkal együtt.

## Élete
Evangélikus elemi után középiskolai tanulmányait a kolozsvári református főgimnáziumban végezte. Felsőfokú tanulmányait ugyancsak Erdély fővárosában, a Ferenc József Tudományegyetem jogi fakultásán kezdte meg. Négy éven át volt hallgatója, azonban utolsó szigorlatát már nem tette le. A református kollégiumban, de főképp az egyetemen szövődtek kedves barátságai, többek között Olosz Lajossal és a későbbi híres íróval, Makkai Sándor református püspökkel. Velük később a kisebbségi életben újra találkozott, komoly nemzetépítő munkában. Költeményt először az Új Idők című újság közölt tőle 1916-ban. Az Erdélyi Szemle állandó munkatársa 1918-tól. 1921-ben az ő szerkesztésében indult meg az Erdélyi Szemléből átalakult Pásztortűz, amelyet a legnehezebb időben szerkesztett. Körülötte és a Pásztortűz körül alakult ki az erdélyi irodalom. Életét egymásra hatóan két tényező határozta meg: kereszténysége és magyarsága. Az iskolában tanult történelmi és irodalomtörténeti anyaghoz járult a családi környezet, amelyben jellemet formálóan élt a negyvennyolcas szabadságharc eleven emléke. Édesanyja nemcsak szerette az irodalmat, hanem finom értője is volt.
A trianoni békediktátum kihirdetése után elhallgatott. Reményik a Végvári versek után szenvedő, törődő, halk hangú ember. Belső töprengéseit, legbensőbb érzéseit is a nagy megrendülés élménye színezi. Testi szenvedésekben is része volt, hónapokat töltött szanatóriumokban, és a húszas évek derekától úgy érezte, hogy népe felmorzsolódása is elkerülhetetlen.
Reményik a transzilvanizmus lírai képviselője volt. Hazája elvesztése súlyos depresszióba ejtette, amiből a morfium csapdájába esett. A kor szintjének megfelelően elektrosokkal felérő inzulinsokkal kezelték. Egy ilyen alkalommal ötvenegy éves korában, 1941. október 24-én Kolozsvárott halt meg. Városa mint a magyar nemzet halottját temette az evangélikus templomból. A Házsongárdi temetőben nyugszik. 
Sírkövén ez áll: „Egy lángot adok, ápold, add tovább.”

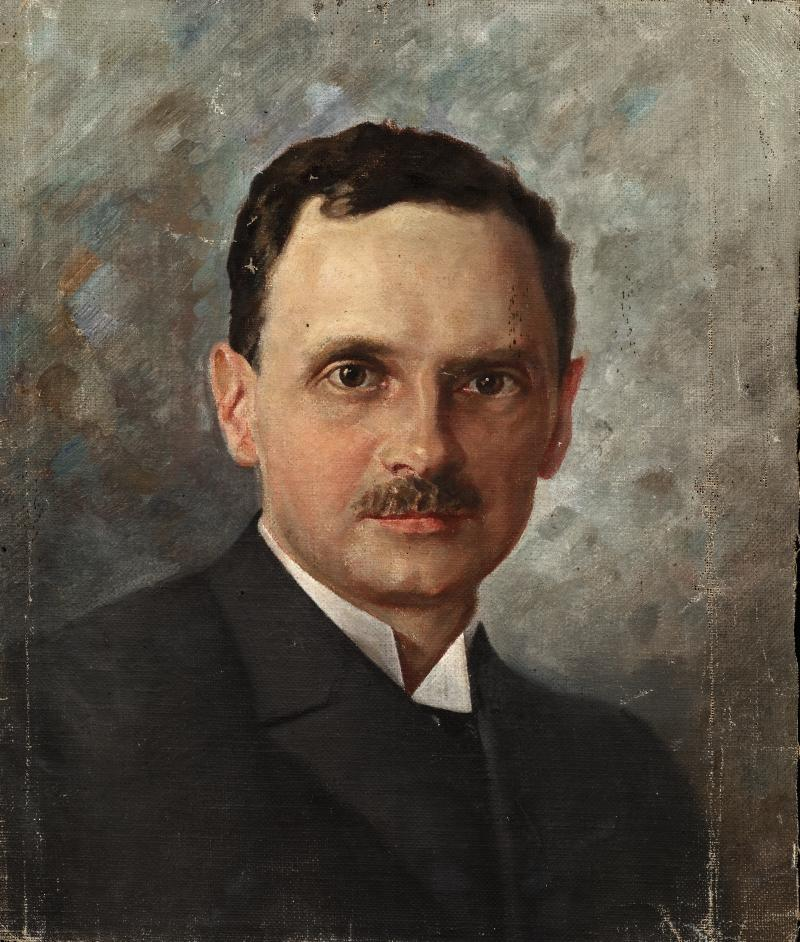
Nagy István festménye, 1932 körül
Szobra Kolozsvárott, az evangélikus püspökség udvarán
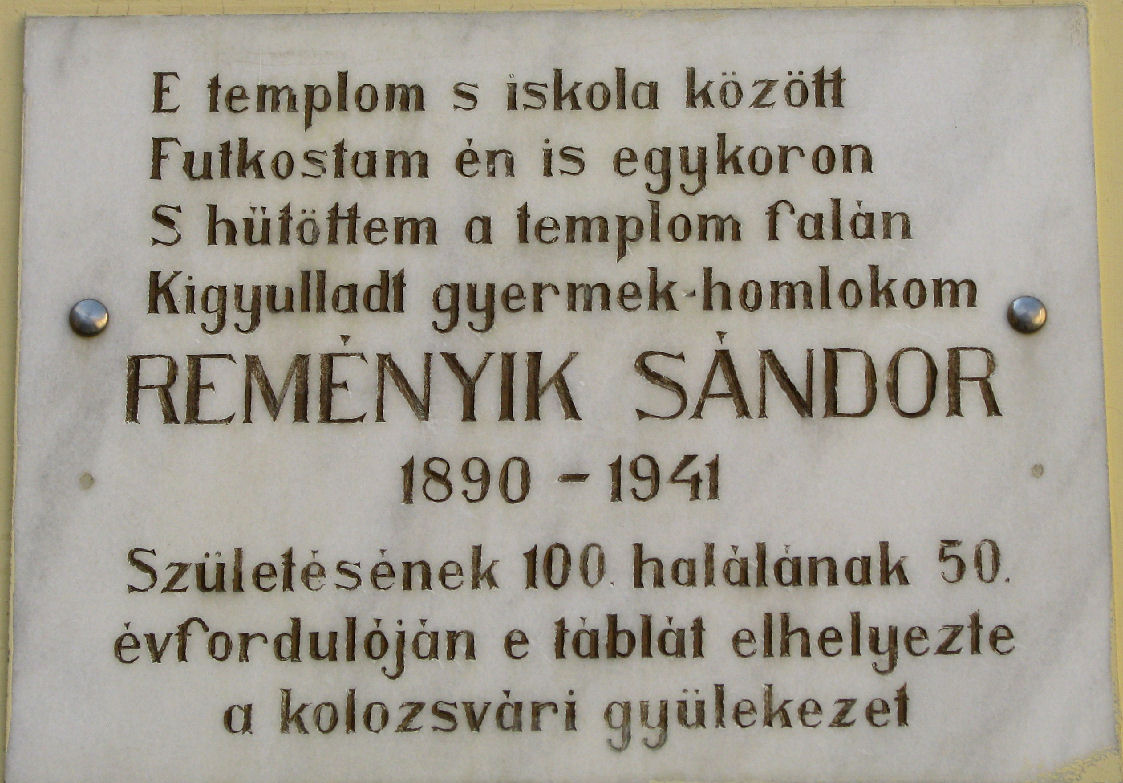
Emléktábla Kolozsvárott, az evangélikus püspökség falán

## Pályája
Édesapja neves, vagyonos építészmérnök volt. Reményik Sándor középiskoláit Kolozsvárott végezte, itt kezdte jogi tanulmányait is, de szembetegsége miatt ezt nem fejezte be. Hivatalt sem vállalt, örökségéből és irodalmi tevékenységéből élt. A költőt a lelkek építészének tartotta. 
Első verseskötetei (Mindhalálig, 1918; Végvári versek 1918–1921, 1921) már korán népszerűséget biztosítottak számára.
Lírája az 1920-as évekre forrott ki. Ekkorra versei, bár a transzszilvanizmust tükrözik, erőteljesen érződik bennük a költő humanista felfogása.
Alapításától, 1921-től fogva főszerkesztője volt a Pásztortűz folyóiratnak. Versei bővelkednek természeti képekben, költészete nyitott a filozófiai kérdésekre, de felbukkan a humor is. Nagyon fontos szerepet játszik bennük a szimbolizmus is. A Gondolatok a költészetről (Arad, 1926) című tanulmánya a költői hivatás kérdéseit fejtegeti. Költészetét 1937-ben és 1941-ben Baumgarten-díjjal, 1940-ben Corvin-lánccal ismerték el.

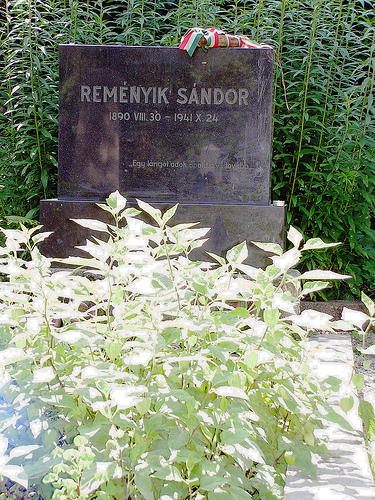
Sírja a házsongárdi temetőben, a sírfelirat: Egy lángot adok, ápold, add tovább

A költő tiszteletére állított emlékpad Alsógödön

Reményik Sándort személyes és történelmi szenvedésekben megtisztuló, példaértékű életéért és ebből az erőből kincsként születő verseiért tisztelték a kortársai. A magyar lírában kevesen voltak akik ennyire természetes hangon tudtak volna annyi értékes gondolatot és nemes érzelmet közvetíteni, mint ő.
Verseit angol, cseh, francia, horvát, lengyel, német, olasz, román, svéd és szlovák nyelvre fordították le. Összes verseit 2005-ben a Luther Kiadó, a Polis Könyvkiadó és a Kálvin Kiadó adta ki két kötetben.

## Emlékezete
- Öröktűz I-II. „Egy lángot adok, ápold, add tovább” – Portréfilm Reményik Sándorról – Jelenczki István filmje, amit 2018-ban mutattak be.[11]

## Művei
- Fagyöngyök. Versek; s. n., Kolozsvár, 1918
- Végvári: Segítsetek! Hangok a végekről. 1918–1919; Magyarország Területi Épségének Védelmi Ligája, Bp., 1919
- Csak így... Versek; s. n., Kolozsvár, 1920
- Végvári: Mindhalálig. Versek. 1918–1921; Kertész Ny., Bp., 1921
- Végvári: Versek. Hangok a végekről. 1918–1921; Kertész Ny., Bp., 1921
- Vadvizek zúgása. Versek. Radnaborberek, 1921. június-július; Minerva, Kolozsvár, 1921 Online
- A műhelyből. Versek; Studium, Bp., 1924
- Egy eszme indul. Versek; Az Út, Kolozsvár, 1925
- Atlantisz harangoz. Versek; Magyar Irodalmi Társaság, Bp., 1925 (A novella és vers magyar mesterei)
- Kallós Béla: Honszeretet. Hazafias jelenet. Végvári költeményeiből összeállítva; Debreczenyi Ny., Székesfehérvár, 1925
- Gondolatok a költészetről; Vasárnap, Arad, 1926
- Két fény között félelem. Versek; Erdélyi Szépmíves Céh, Cluj-Kolozsvár, 1927 (Erdélyi Szépmíves Céh kiadványa 1927. évi sorozat)
- Szemben az örökméccsel. Versek; Studium, Bp., 1930
- Kenyér helyett. Versek; Magyar Protestáns Irodalmi Társaság, Bp., 1932
- Romon virág. Versek. 1930–1935; Erdélyi Szépmíves Céh, Cluj, 1935 (Erdélyi Szépmíves Céh kiadványa IX. sorozat)
- Apocalipsis humana; Athenaeum, Bp., 1940
- Magasfeszültség. Versek. 1935–1940; Erdélyi Szépmíves Céh, Kolozsvár, 1940 (Az Erdélyi Szépmíves Céh kiadványa XII.)
- Reményik Sándor összes versei; Révai, Bp., 1941
- Egészen. Hátrahagyott versek; Erdélyi Szépmíves Céh, Kolozsvár, 1942 (Az Erdélyi Szépmíves Céh könyvei XIII.)
- Jelt ád az Isten. Istenes versek; gyűjt., szerk. Imre Mária; Magyarországi Evangélikus Egyház Sajtóosztálya, Bp., 1981
- Az építész fia. Versek. 1916–1941; vál., bev. Kántor Lajos; Kriterion, Bukarest, 1983
- Reményik Sándor összes versei, 1-2.; Auktor, Bp., 2000
- Hátrahagyott versek; sajtó alá rend. Dávid Gyula; Polis, Kolozsvár, 2002
- Félig élt élet. Olosz Lajos és Reményik Sándor levelezése, 1912–1940; sajtó alá rend. Kis Olosz Klára; Polis, Kolozsvár, 2003
- Lám Béla levelezése. Áprily Lajossal, Mannsberg Arvéddal, Olosz Lajossal és Reményik Sándorral; összeáll. Hantz Lám Irén; Stúdium, Kolozsvár, 2005
- Reményik Sándor összes verse, 1-2.; sajtó alá rend. Dávid Gyula; Polis–Kálvin–Luther, Kolozsvár–Bp., 2005
- Kézszorítás. Írók, művek, viták, 1918–1941; sajtó alá rend., bev. Dávid Gyula; Polis–Luther, Kolozsvár–Bp., 2007
- Vércsöppek a hóban. Rövidprózai írások. 1914–1919; bev. Áprily Lajos, sajtó alá rend. Dávid Gyula; Polis, Kolozsvár, 2009
- Rokon álmok álmodója. Áprily Lajos és Reményik Sándor levelezése, 1920–1941; sajtó alá rend., jegyz. Liktor Katalin; Petőfi Irodalmi Múzeum–Polis, Bp.–Kolozsvár, 2014
- Rianás. Kiadatlan versek és kisprózai írások; összeáll. Urbán László, szerk., utószó Balázs Imre József.; Jaffa, Budapest, 2019
- Isten közelében. A verseket válogatta, szerkesztette: Imre Mária. Unikornis – Evangélikus Sajtóosztály, Budapest, 1991.